# Stanisław Bonifacy Wierzbowski
Stanisław Bonifacy Wierzbowski herbu Jastrzębiec (ur. 14 maja 1659 na Zamku Królewskim na Wawelu w Krakowie, zm. 8 sierpnia 1728 w Łasku) – kanonik gnieźnieński, infułat łaski, dziekan pułtuski, starosta łęczycki w latach 1704–1725, chorąży większy łęczycki w latach 1687–1704.

## Życiorys
Praktycznie od najmłodszych lat Stanisław pozostawał pod opieką stryja, biskupa poznańskiego Stefana Wierzbowskiego, którego był ulubieńcem, gdyż jego ojciec – Hieronim zmarł gdy Stanisław miał 6 lat. Duchowny kształcił Stanisława na swój koszt w kolegium Pijarów w Warszawie, oraz u O.O. Jezuitów w Poznaniu. W wieku 19 lat Stanisław Wierzbowski odbył pierwszą podróż zagraniczną poprzez ówczesne kraje niemieckie, Holandię, Niderlandy austriackie oraz Francję. Podróż zakończyła się 2-letnim pobytem w Paryżu.
Stryj Stefan starał się wykreować Stanisława na dworzanina u boku rodziny Sobieskich, jednak ten coraz częściej zamyślał o obraniu stanu duchownego. Mimo zakupionych ku temu zamysłowi szat kościelnych ostatecznie Stanisław Wierzbowski nie rozpoczął posługi Bożej. W 1685 r. przejął od matki dość duży majątek rodzinny składający się z Łasku i kilkunastu wsi przystępując do wykupu niektórych z nich z zastawów. Za namową przyjaciół i stryja rezygnując z kariery duchownej poślubił ostatecznie w 1687 r. hrabiankę Urszulę Tarnowską herbu Leliwa, córkę starosty krzepickiego Kazimierza Tarnowskiego. W tymże roku także Stanisław otrzymał awans na chorążego mniejszego łęczyckiego.
5 lipca 1697 roku podpisał w Warszawie obwieszczenie do poparcia wolnej elekcji, które zwoływało szlachtę na zjazd w obronie naruszonych praw Rzeczypospolitej.
Jeszcze w końcu XVII wieku otrzymał kolejny awans – na starostwo łęczyckie. Przez krótki czas był także wzmiankowany jako starosta barwałdzki. Kariera Stanisław nie szła jednak w parze ze szczęściem osobistym. Praktycznie wszystkie dzieci Stanisława zmarły w wieku młodzieńczym, a ok. 1705 śmierć dosięgła samą żonę Stanisława – Urszulę. Przechodząc załamanie po stracie rodziny Stanisław powrócił do dawnego pomysłu obrania kariery duchownej. Rezygnując z piastowanych godności chorążego mniejszego i starosty łęczyckiego oraz starosty barwałdziego Stanisław Wierzbowski rozpoczął karierę duchowną osiągając godności kanonika łukowskiego, płockiego, gnieźnieńskiego i dziekana pułtuskiego.
Pod koniec życia Stanisław Wierzbowski pełnił rolę infułata w swoim dziedzicznym mieście – Łasku. Na krótko przed śmiercią, w 1727 r. wystarał się u króla Augusta II Sasa o przywilej lokacyjny dla wsi Jasienica Jasienica Rosielna w Małopolsce, którą to w posagu wraz z okolicznymi wsiami wniosła jego żona, Urszula. Stanisław zmarł w 1728 r. i został pochowany w krypcie ufundowanej przez siebie w 1708 r. kaplicy pw. Matki Boskiej (obecnie Najświętszego Sakramentu) w kolegiacie łaskiej. Jest tam również pochowana jego żona Urszula, oraz dzieci, pośród których zidentyfikowano najstarszego - Stanisława Kostkę, odzianego w żółty żupan. W 1854 r. dr. Leon Rosenzweig przeprowadził rewizję w kaplicy i zeznał, że w jednej z licznych trumien „leży także pochowany infułat Wierzbowski w tunicelli fioletowej, z pastorałem drewnianym przy boku prawym”.
Stanisław Wierzbowski jest autorem pamiętnika, pod tytułem „Konnotata wypadków w domu i kraju zaszłych od 1634 do 1689 r.”. Staropolski pamiętnik ujrzał światło dzienne głównie dzięki staraniom hr. Jana Konrada Załuskiego, który z archiwum rodzinnego oddał go do druku dodając od  siebie liczne komentarze. Dzieło ostatecznie wydano drukiem w 1858 r. Daje ono obok historii rodziny Wierzbowskich doskonały obraz dziejów Rzeczypospolitej z okresu panowania czterech królów: Władysława IV Wazy, Jana II Kazimierza Wazy, Michała Korybuta Wiśniowieckiego i Jana III Sobieskiego.
Zobacz też: Wierzbowscy herbu Jastrzębiec, Łask, Kolegiata Nawiedzenia Najświętszej Maryi Panny i św. Michała Archanioła w Łasku